# Metilklorid
Metilklorid ali klorometan, CH3Cl, je brezbarvni plin, ki pri ljudeh povzroča motnje vida in zaspanosti, pri ribah in žabah pa deluje kot uspavalo (narkotik). Uporabljamo ga tudi za pridobivanje silikonov, pri proizvodnji kmetijskih kemikalij, celuloze, butila in gum. Zaradi škodljivega vpliva na ozon ni več prisoten v hladilnikih.